# SNX3
SNX3 (англ. Sorting nexin 3) – білок, який кодується однойменним геном, розташованим у людей на короткому плечі 6-ї хромосоми. Довжина поліпептидного ланцюга білка становить 162 амінокислот, а молекулярна маса — 18 762.
| 10         |  | 20         |  | 30         |  | 40         |  | 50         |
| ---------- |  | ---------- |  | ---------- |  | ---------- |  | ---------- |
| MAETVADTRR |  | LITKPQNLND |  | AYGPPSNFLE |  | IDVSNPQTVG |  | VGRGRFTTYE |
| IRVKTNLPIF |  | KLKESTVRRR |  | YSDFEWLRSE |  | LERESKVVVP |  | PLPGKAFLRQ |
| LPFRGDDGIF |  | DDNFIEERKQ |  | GLEQFINKVA |  | GHPLAQNERC |  | LHMFLQDEII |
| DKSYTPSKIR |  | HA         |  |            |  |            |  |            |

A: Аланін

C: Цистеїн

D: Аспарагінова кислота

E: Глутамінова кислота

F: Фенілаланін

G: Гліцин

H: Гістидин

I: Ізолейцин

K: Лізин

L: Лейцин

M: Метіонін

N: Аспарагін

P: Пролін

Q: Глутамін

R: Аргінін

S: Серин

T: Треонін

V: Валін

W: Триптофан

Кодований геном білок за функцією належить до фосфопротеїнів. 
Задіяний у таких біологічних процесах, як транспорт, транспорт білків, ацетилювання, альтернативний сплайсинг. 
Білок має сайт для зв'язування з ліпідами. 
Локалізований у цитоплазматичних везикулах, ендосомах.